# Santiago Sosa
Santiago Sosa, né le 3 mai 1999 à La Plata en Argentine, est un footballeur argentin qui évolue au poste de milieu défensif au Racing Club.

## Biographie

### En club
Natif de La Plata en Argentine, Santiago Sosa est formé par le Club Mercedes avant de rejoindre l'un des plus importants clubs du pays, River Plate. Il est promu en équipe réserve en 2016. Sosa joue son premier match en professionnel lors d'une rencontre de Copa Libertadores face au Racing Club le 30 août 2018 (victoire 3-0 de River Plate). Lors de l'été 2019 il est annoncé proche d'un transfert à l'Everton FC mais il reste finalement à River Plate.
En février 2021, Santiago Sosa rejoint l'Atlanta United. Il joue son premier match sous ses nouvelles couleurs le 7 avril 2021, à l'occasion d'une rencontre de Ligue des champions de la CONCACAF face à la LD Alajuelense. Il est titularisé au poste de défenseur central et son équipe l'emporte par un but à zéro. Il inscrit son premier but pour le club dans cette même compétition, le 5 mai 2021 contre le Union de Philadelphie. Il ouvre le score et les deux équipes se neutralisent (1-1 score final).
En janvier 2024, Santiago Sosa fait son retour en Argentine en étant prêté pour un an au Racing Club, avec option d'achat.
Ayant convaincu durant son prêt, Sosa est recruté définitivement par le Racing en janvier 2025. Le transfert est annoncé dès novembre 2024.

### En sélection
Avec l'équipe d'Argentine des moins de 20 ans, il participe au championnat sud-américain des moins de 20 ans en début d'année 2019. Lors de cette compétition, il joue huit matchs. Il officie comme capitaine lors de l'avant-dernier match contre l'Uruguay. Les Argentins terminent deuxième du tournoi, derrière l'Équateur.
Il participe ensuite quelques mois plus tard à la Coupe du monde des moins de 20 ans organisée en Pologne. Lors du mondial junior, il joue sept matchs. Il officie comme capitaine lors du match de poule contre la Corée du Sud. Les joueurs argentins s'inclinent en huitièmes de finale face au Mali, après une séance de tirs au but.

## Palmarès
- Deuxième du championnat de la CONMEBOL des moins de 20 ans en 2019 avec l'équipe d'Argentine des moins de 20 ans